# خطوط الدفاع الساسانية
كانت خطوط الدفاع أو («الجير») للساسانيين جزءًا من إستراتيجياتهم العسكرية. كانت عبارة عن شبكات من التحصينات والجدران و/أو الخنادق التي بنيت مقابل أراضي الأعداء. خطوط الدفاع هذه معروفة من التقاليد والأدلة الأثرية.
كانت أنظمة الحصون للجبهات الغربية والعربية وآسيا الوسطى تفيد في الغايات الدفاعية والهجومية.

## بلاد ما بين النهرين
شكلت أنهار الفرات والزاب العظيم والزاب الصغير دفاعات طبيعية لبلاد ما بين النهرين. التطويرالساساني لنظم الري في بلاد ما بين النهرين شكّل المزيد من خطوط الدفاع المائية، لا سيما القنوات المتقاطعة في خوزستان والامتداد الشمالي لقناة النهروان، والمعروفة باسم قطعة خسرو، الأمر الذي جعل العاصمة الساسانية قطسيفون منيعة تقريبا في أواخر الساسانية فترة.
في الفترة المبكرة للإمبراطورية الساسانية، كان هناك عدد من الدول العازلة بين بلاد فارس والإمبراطورية الرومانية، والتي لعبت دورًا رئيسيًا في العلاقات الرومانية الفارسية. استوعبت كلتا الإمبراطوريتين هذه الدول تدريجيًا، واستبدلتهما بنظام دفاع منظم تديره الحكومة المركزية يقوم على خط من التحصينات (الجير) والمدن الحدودية المحصنة، مثل دارا،  نصيبس، أميدا، سينجارا، الحضر، الرها، بزابدة، قرقص، ريسينا (ثيودوسوبوليس)، سيرجيوبوليس (الرصافة)، كالينيكوم (الرقة)، دورا أوروبوس، زنوبيا (حلبية)، السورة، ثيودوسيوبوليس (أرضروم)،  سيسورانون، إلخ.

## في القوقاز
تم إجراء نشاطات تحصين هائلة في القوقاز في عهد كافاد الأول (r . 488-496، 498-531– ) وبعد ذلك ابنه كسرى الأول (r . 531–579– )، ردًا على ضغوط الناس في الشمال، مثل آلان. كانت المكونات الرئيسية لهذا النظام الدفاعي هي الممرات الاستراتيجية داريال في وسط القوقاز وديربنت غرب بحر قزوين، وهما المعبران العمليان الوحيدان لسلسلة جبال القوقاز التي تمت من خلالها حركة المرور البرية بين السهوب الأوراسية والشرق الأوسط. كما تم إنشاء نظام رسمي للحكم في المنطقة من قبل خسرو الأول، وتم تعيين التحصينات للحكام المحليين. ينعكس هذا في عناوين مثل «شرفان شاه» («ملك شيروان»)، «طبرساران شاه»، «آلان شاه / أرانشاه»،  و«لايزان شاه».

### ممر ديربنت

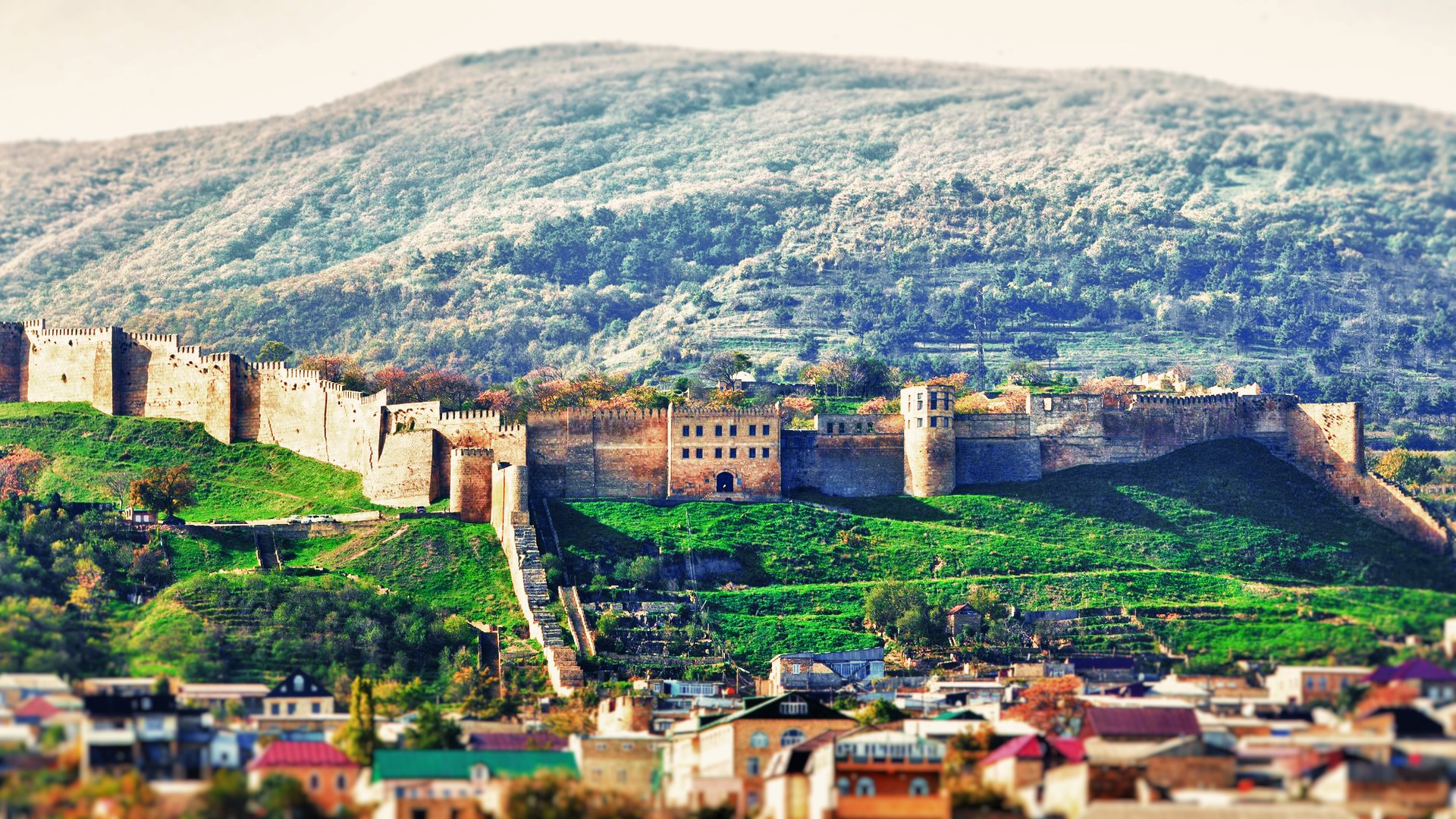
قلعة وأسوار ديربنت

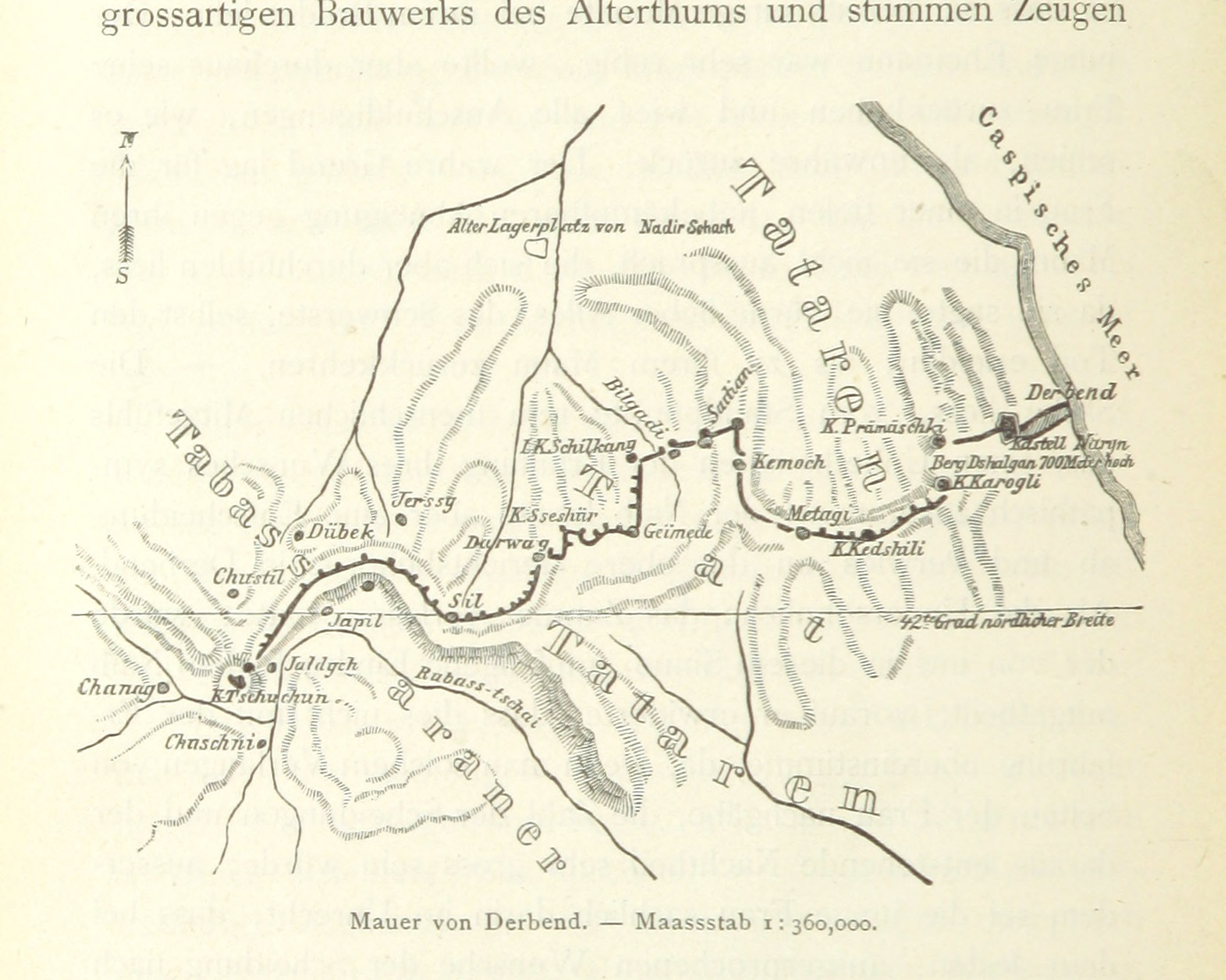
خريطة للتحصينات الساسانية في ديربنت، رسمها رودريش فون إركيرت

كان ممر ديربنت أو دربند (الاسم الإيراني الأوسط غير مؤكد) يقع على شريط ضيق بطول ثلاثة كيلومترات من الأرض في شمال القوقاز بين بحر قزوين وجبال القوقاز. كان في مجال النفوذ الساساني بعد الانتصار على البارثيين وغزو ألبانيا القوقازية من قبل شابور الأول (r . 240 / 42–270 / 72– ). خلال الفترات التي كان فيها الساسانيون مشتتين بسبب الحروب مع الرومان أو النزاعات مع الهفتاليين في الشرق، نجحت القبائل الشمالية في التقدم إلى القوقاز.

## خطوط دفاع أخرى
- خندق سابور (بالفارسية: وَر تازيكان تعنی جدار العرب)
- حصن سيستان [11]
- جدار خراسان، خط دفاع غربي في أفغانستان [12]
- جدار جوري، وهو جدار بالقرب من الحدود الإيرانية العراقية الحديثة، ومن المحتمل أن يكون قد بني في العصر البارثي أو الساساني [13][14]